# Koloriang
Koloriang est une ville indienne, chef-lieu du District de Kurung Kumey dans l’État de l'Arunachal Pradesh. En 2001, sa population était de 1 971 habitants.

## Source de la traduction
- (en) Cet article est partiellement ou en totalité issu de l’article de Wikipédia en anglais intitulé « Koloriang » (voir la liste des auteurs).